# Nasserredine Fillali
Nasserredine Fillali (18 januari 1984) is een Algerijns bokser, die uitkomt bij de halfweltergewichten (64 kg). Hij nam eenmaal deel aan de Olympische Spelen, maar behaalde hierbij geen medaille.
Op de Afrikaanse Spelen in 2003 in het Nigeriaanse Abuja behaalde Fillali een zilveren medaille. In de finale verloor hij van de Nigeriaan Davidson Emenogu.
Op de Olympische Spelen van Athene van 2004 verloor Fillali in de eerste ronde van de Bulgaar Boris Georgiev, de latere bronzenmedaillewinnaar van het olympisch toernooi.

## Prestaties
| Jaar | Wedstrijd         | Plaats | Resultaat | Gewichtsklasse              |
| ---- | ----------------- | ------ | --------- | --------------------------- |
| 2003 | Afrikaanse Spelen | Abuja  | 2e        | halfweltergewichten (64 kg) |